# 15-cm-schwere Haubitze M.94
Die 15-cm-Haubitze M.94, später 15-cm-Haubitze M.99, war eine schwere Haubitze Österreich-Ungarns, welche 1894 eingeführt wurde und im Ersten Weltkrieg zum Einsatz kam.

## Entwicklung
Die österreich-ungarische Armee verfügte 1891 nur über die 15-cm-Kanone M. 80. Diese Kanone hatte allerdings so schlechte ballistische Eigenschaften, weshalb die Armee auf eine neue Waffe beharrte. Das neue Geschütz sollte bei gleichem Kaliber eine größere Reichweite besitzen und auf einer mobileren Lafette montiert sein. Als Ergebnis wurde 1894 die 15-cm-Haubitze M.94 vorgestellt. In Test erwies sich die Haubitze als sehr vielversprechend, weshalb man umgehen mit der Produktion und anschließenden Auslieferung begann.

## Technische Beschreibung

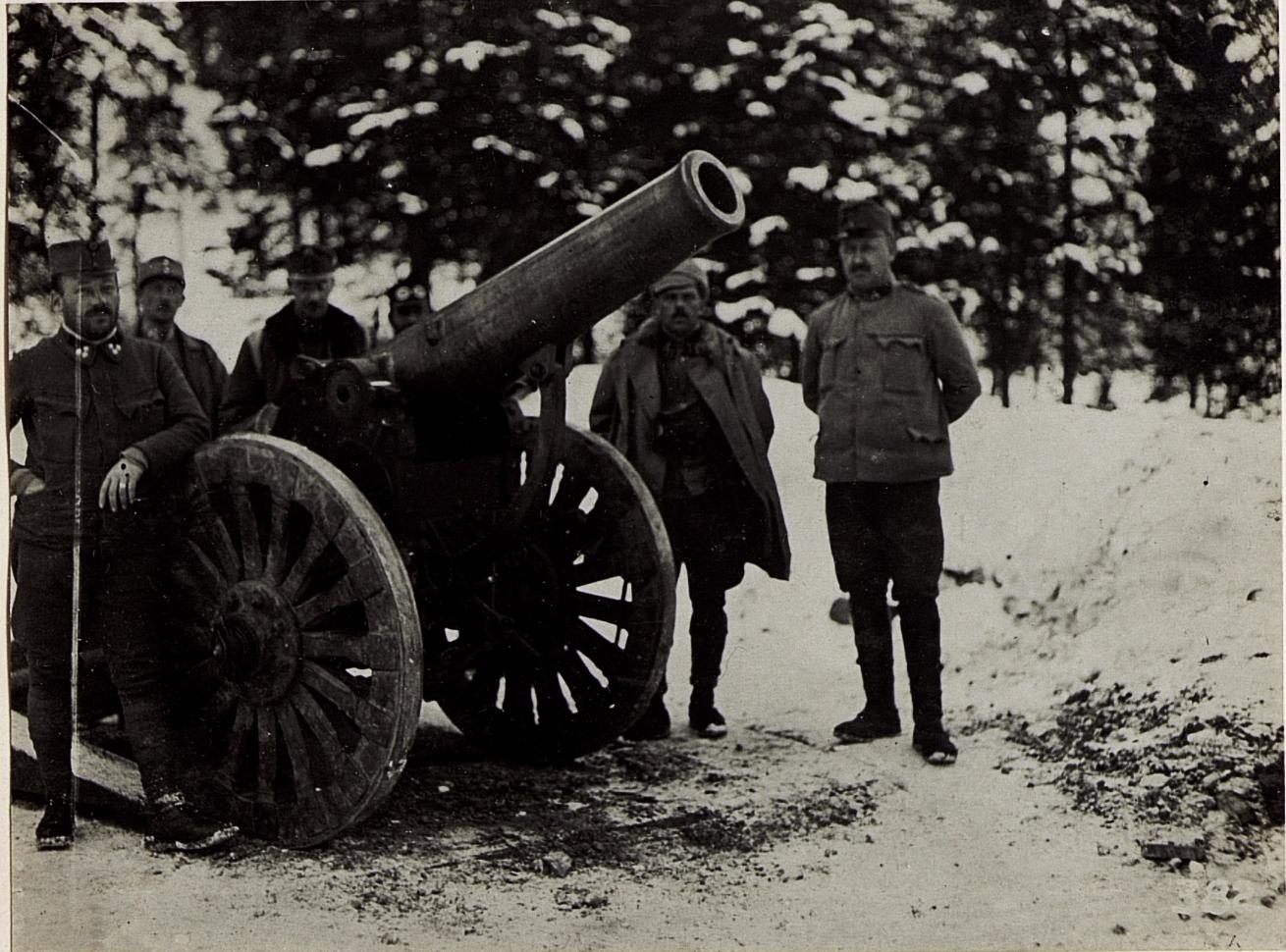
15-cm-Haubitze M.99
in Feuerstellung

Das Geschützrohr bestand aus Bronze und hatte keinen Rohrrücklauf. Der Rückstoß wurde durch Rampen und Keilen für die Räder abgefangen. Bei richtige Position konnte das Geschütz dann wieder in die Ausgangsstellung zurück rollen. Im Jahr 1899 wurde das Geschützrohr im hinteren Bereich modifiziert und verstärkt, weshalb diese Haubitzen die Bezeichnung 15-cm-Haubitze M.99 erhielten. Der neue hintere Teil war an seiner achteckigen Form zu erkennen.
Die Haubitze konnte auf verschiedene Lafetten montiert werden, was den Einsatzzweck sehr vielseitig gestaltete. So konnte es auf einer normalen Räderlafette oder auf einer ortsfesten Lafette montiert werden. Für das Gebirge gab es eine 1,13 m schmale Lafette, um im dortigen Gelände leichter und flexibler voranzukommen. Der Höhenrichtbereich der Haubitzen ging von −2° bis +45°.
Zu Beginn des 20. Jahrhunderts wurden die Geschütze (M.94 und M.99) weiter modifiziert. Dadurch wurde der Höhenrichtwinkel auf +65° erhöht. Dadurch mussten auch die Räder verstärkt werden, um den Rückstoß bei höchster Erhöhung sicher abzufangen. Geschütze mit diesen Veränderungen wurden als 15-cm-Haubitze M.94/4 oder 15-cm-Haubitze M.99/4 bezeichnet.

## Einsatz
Auch wenn die 15-cm-Haubitze M.94 und 15-cm-Haubitze M.99 1914 durch die 15-cm-Feldhaubitze M.14 nach und nach ersetzt wurden, wurden sie bis zum Ende des Ersten Weltkriegs eingesetzt. Verwendung fand sie vor allem bei den Infanterie-Divisionen.